# Cassia cowanii
Cassia cowanii är en ärtväxtart som beskrevs av Howard Samuel Irwin och Rupert Charles Barneby. Cassia cowanii ingår i släktet Cassia och familjen ärtväxter.

## Underarter
Arten delas in i följande underarter:
- C. c. cowanii
- C. c. guianensis
- C. c. peruviana